# جین کروپا

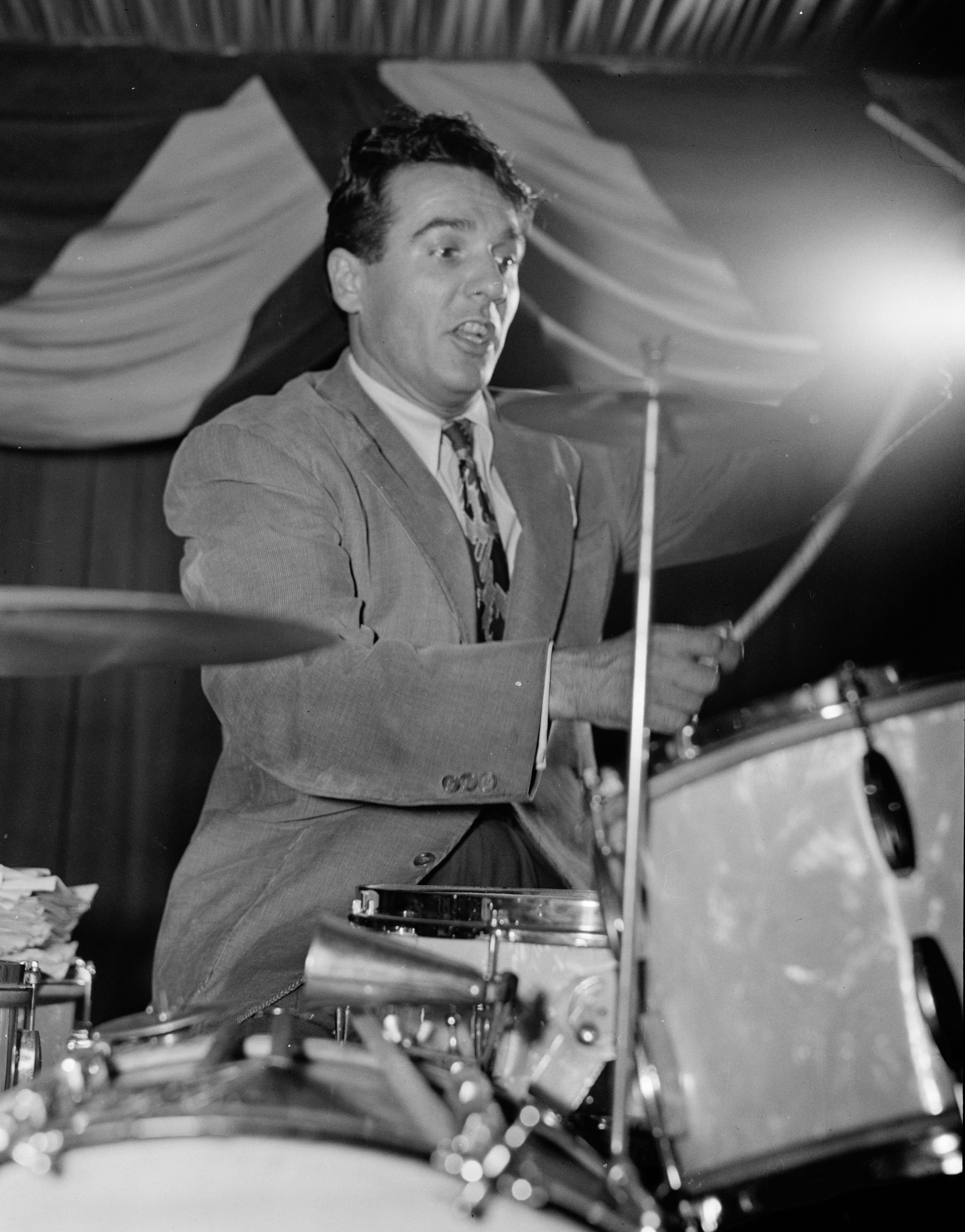
نگاره‌ای از جین کروپا درحال اجرا - ژوئن ۱۹۴۶

جین کروپا (زادهٔ ۱۹۰۹ - درگذشتهٔ ۱۹۷۳) نوازندهٔ درامز سبک جز آمریکایی بود.
در یازده سالگی درامز را انتخاب کرد «چون از هر ساز دیگری ارزان‌تر بود.» پس از نواختن در چند گروه و با کسانی چون بیکس بیدربکی و تامی دورسی بالاخره به ارکستر بنی گودمن پیوست. تک‌نوازی او در اجرای تاریخی «سینگ، سینگ، سینگ» سال ۱۹۳۸ را اولین تک‌نوازی درامز در سبک جَز می‌دانند.